# Łysiczka kubańska
Łysiczka kubańska (Psilocybe cubensis (Earle) Singer) – gatunek grzybów z rodziny Hymenogastraceae. Saprotrof, grzyb koprofilny. Grzyb psylocybinowy.

## Systematyka i nazewnictwo
Pozycja w klasyfikacji według Index Fungorum: Hymenogastraceae, Agaricales, Agaricomycetidae, Agaricomycetes, Agaricomycotina, Basidiomycota, Fungi.
Po raz pierwszy takson ten zdiagnozował w 1906 r. Franklin Sumner Earle nadając mu nazwę Stropharia cubensis. Obecną, uznaną przez Index Fungorum nazwę nadał mu w 1948 r. Rolf Singer. W 2024 r. Komisja ds. Polskiego Nazewnictwa Grzybów przy Polskim Towarzystwie Mykologicznym nadała mu polską nazwę łysiczka kubańska.
Synonimy:

- Hypholoma caerulescens (Pat.) Sacc. & Trotter 1912
- Naematoloma caerulescens Pat. 1907
- Psilocybe cubensis var. caerulescens (Pat.) Singer & A.H. Sm. 1958
- Psilocybe cubensis (Earle) Singer 1948, var. cubensis
- Psilocybe cubensis var. cyanescens (Murrill) Singer & A.H. Sm. 1958
- Stropharia cubensis Earle 1906
- Stropharia cyanescens Murrill 1941[4].